# ۸۸۵ (قمری)
۸۸۵ (قمری)، هشتصد و هشتاد و پنجمین سال در گاهشماری هجری قمری است. اول محرم این سال برابر با بیست و دوم مارس سال ۱۴۸۰ میلادی است.

## وابسته
- محمد فضولی